# Günter Rätz
Günter Rätz (* 30. Mai 1935 in Berlin; † 1. Mai 2024 in Dresden) war ein deutscher Trickfilmanimator, Regisseur und Drehbuchautor.

## Leben und Werk
Rätz, der den Beruf des Maurers erlernte, betätigte sich als Puppenspieler, entdeckte 1954 den Trickfilm für sich und kam so bereits 1955 zum DEFA-Studio für Trickfilme nach Dresden. 1958 stellte er dort den ersten eigenen seiner über 60 Trickfilme fertig.
Als Regisseur verantwortete Rätz neben vielen Kurzfilmen der international erfolgreichen Serie Filopat und Patafil (1962–68) die Langfilme Die fliegende Windmühle (1981) und Die Spur führt zum Silbersee (1987–1989) sowie Die Weihnachtsgans Auguste (1985) für das Fernsehen der DDR (DDR-FS). 1980 folgte die Serie Die schönsten Märchen aus aller Welt. Ihm wurde 1983 der Findlingspreis Sektion Animationsfilm verliehen.
Außerdem schrieb er neben den Drehbüchern zu seinen eigenen Filmen u. a. das zum Film Reise um die Erde in 80 Tagen (1998) und 1999 das zu Reise zum Mond.
Rätz lebte in Dresden-Omsewitz und starb am 1. Mai 2024 im Alter von 88 Jahren.

## Filmografie (Auswahl)
- 1958: Teddy Brumm
- 1959: Gleich links hinterm Mond
- 1959: Der ungeschickte kleine Elefant
- 1960: König der Tiere
- 1960: Das Lied von der Taube
- 1961: Der tapfere Straßenbahnwagen
- 1963: Nobi
- 1964: Hirsch Heinrich
- 1967: Der Trommler (auch Drehbuch)
- 1969: Feine Spielwaren – Made in USA (auch Drehbuch)
- 1970: Auf den Barrikaden von Paris (auch Drehbuch)
- 1973: Peter und der Wolf, Animationsfilm (auch Drehbuch)[5]
- 1976: Die Leuchtturminsel
- 1978: Leben und Thaten des berühmten Ritters Schnapphahnski (Heinrich-Greif-Preis II. Klasse, zusammen mit Gerd Mackensen und Helmut May[6])
- 1981: Die fliegende Windmühle (auch Drehbuch)
- 1985: Die Flucht zu den Pinguinen (auch Drehbuch)
- 1984–85: Die Weihnachtsgans Auguste, Animationsfilm (auch Drehbuch)[7]
- 1985–89: Die Spur führt zum Silbersee, Animationsfilm (auch Drehbuch)[8]